# Acte de probité
Pour plus de détails, voir Fiche technique et Distribution.
Acte de probité est un film muet français d'un réalisateur non identifié, sorti en 1910.

## Fiche technique
- Titre : Acte de probité
- Réalisation : réalisateur non identifié
- Scénario : Charles Clairville
- Photographie :
- Montage :
- Société de production : Société cinématographique des auteurs et gens de lettres (S.C.A.G.L)
- Société de distribution : Pathé Frères
- Pays d'origine :  France
- Langue : film muet avec les intertitres en français
- Métrage : 255 mètres
- Format : noir et blanc — 35 mm — 1,33:1 — muet
- Genre :  comédie
- Durée : 8 minutes 30
- Dates de sortie :
  - France : 20 mai 1910

## Distribution
- Charles Prince : Vicomte Anatole de la Huchette
- Georges Tréville : M. Sanborn
- Émile Mylo : le commissaire
- Mistinguett : Alexandra d'Elbeuf
- Andrée Marly : la fiancée (Mlle Délice Sanborn)